# Hanerau-Hademarschen
Hanerau-Hademarschen ist eine Gemeinde im Kreis Rendsburg-Eckernförde in Schleswig-Holstein.

## Geographie

### Geographische Lage
Das Gemeindegebiet von Hanerau-Hademarschen erstreckt sich westlich vom Fluss Hanerau und südlich vom Nord-Ostsee-Kanal (etwa beim Abschnitt der Kilometer 37–41) im Bereich des Naturraums Heide-Itzehoer Geest (Haupteinheit Nr. 693), einem im Westen gelegenen Teilgebiet des schleswig-holsteinischen Geestrückens.

### Ortsteile
Die Gemeinde Hanerau-Hademarschen besteht siedlungsgeographisch aus mehreren Ortslagen, sogenannten Wohnplätzen. Im Gemeindegebiet liegen neben dem namenstiftenden Dorf ebenfalls die (kleineren) Häusergruppen Hamer (teilweise) und Heisern, die Haussiedlungen Papenwiese und Wilhelmsburg, wie auch die Gutssiedlung Lerchenfeld und die Hofsiedlung Holstentor.

### Nachbargemeinden
Das Gemeindegebiet von Hanerau-Hademarschen wird unmittelbar umschlossen von jenen der Gemeinden:
| Steenfeld |                                             | Oldenbüttel   |
|           | Kompassrose, die auf Nachbargemeinden zeigt | Lütjenwestedt |
| Bendorf   | Thaden                                      | Gokels        |

## Geschichte

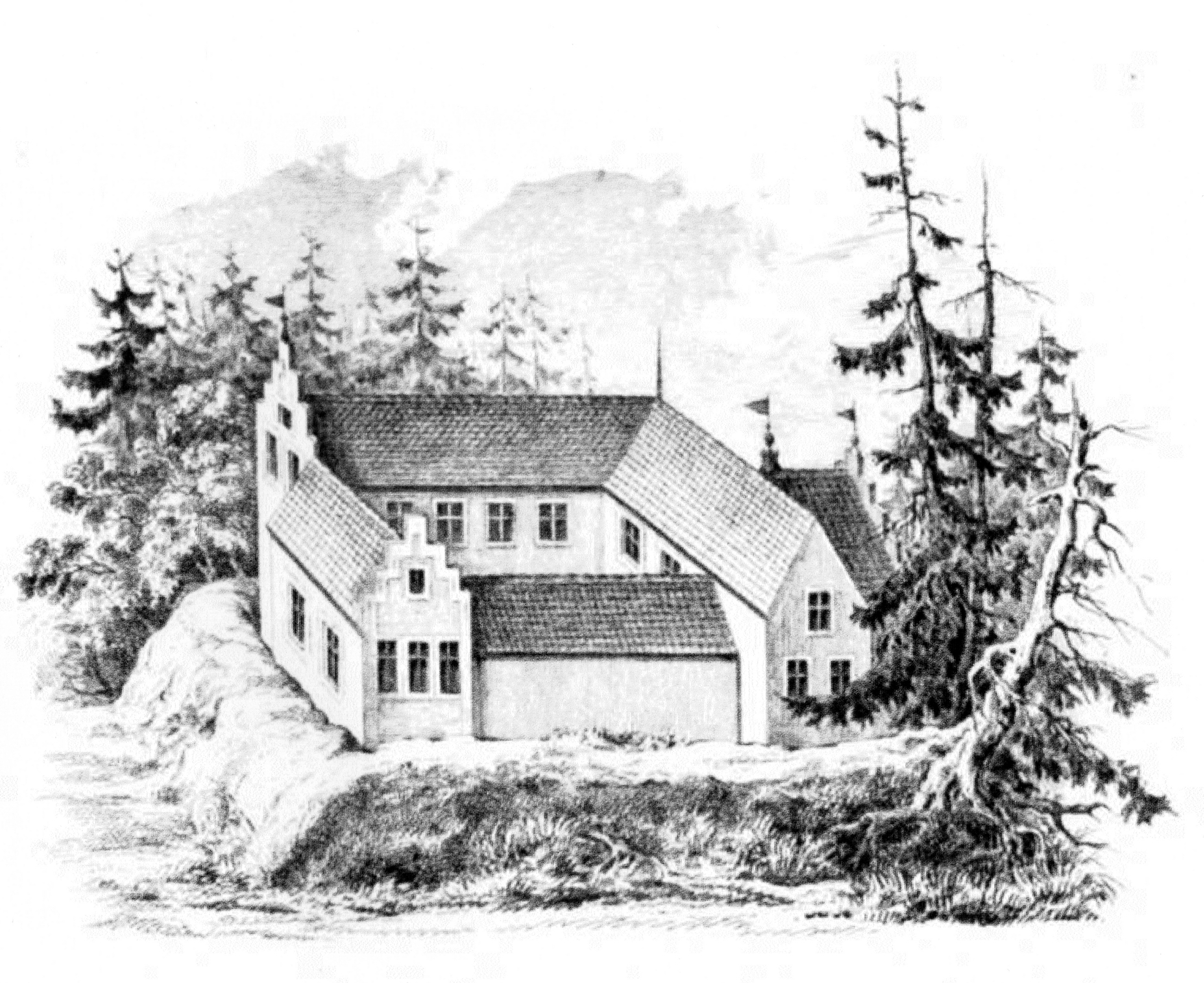
Burg Hanerau vor ihrer Zerstörung 1644 (Skizze 1862)

Die Gegend um Hanerau-Hademarschen war bereits vor mehr als 5000 Jahren besiedelt. Dies bezeugen aus der Jungsteinzeit stammende Hünengräber auf den Hademarscher Bergen.
Die dörfliche Siedlung Hademarschen (niederdeutsch: Haa’maschen, lokal auch „Homarschen“ genannt) bestand bereits um Christi Geburt. Die Herkunft dieses Ortsnamens ist bisher ungeklärt. Für die Benennung nach einem sagenumwobenen „Feldherrn Hadumar“ (oder Hadmar, Hademar, Hadamar, auch Hathumar, wie im sächsischen Adel gebräuchlich), von ahd. hadu- (Kampf) und ahd. -mar (groß, berühmt), gibt es keine gesicherten Quellen. Sicherlich dürften diese althochdeutschen Wortstämme aber eine Rolle in der Namensgebung spielen, so auch germanisch mari für ein stehendes seichtes Gewässer, althochdeutsch mari für Moor, Sumpf. Während Hademarschen nicht in der heute so bezeichneten Marsch, dem Schwemmland entlang der Nordseeküste, sondern auf der höher gelegenen Geest liegt, könnten somit auch Flussmarschen gemeint sein, die allerdings nur einen Bruchteil des Ortsgebietes ausmachen. Da ständige Kämpfe mit den Dithmarschern belegt sind, ist auch „wo gegen die Marsch gehadert wurde“ denkbar. Der Familienname Hadenfeldt ist heute noch in der Umgebung verbreitet, von „Hader-Feld“ (Kampfplatz). Auch besteht ein kleinerer Ort namens Hadenfeld 11 km südlich von Hademarschen, der seinen Namen ebenfalls auf „Hadumar“ bzw. auf das Wort „Kampf“ zurückführt. Zudem gab es im Mittelalter ein „Hadmarsdorf“ an der Donau, in der Nähe des heutigen Gänserndorf, nicht weit von Wien, welches nach einem Hadmar (auch Hademar) benannt wurde, der jedoch kein Sachse, sondern ein Kuenringer war. Der Ursprung der Kuenringer lässt sich nach Bamberg bzw. Trier zurückverfolgen, und eine alte Zeichnung ihres Stammbaumes zeigt einen Schild mit der Bezeichnung „von Sahsen“.
Eine erste kleine Holzkirche wurde wahrscheinlich vor dem 11. Jahrhundert errichtet; die Burg Hanerau entstand zum Ende des 12. Jahrhunderts. Die erste Steinkirche in Hademarschen wurde zu Beginn des 13. Jahrhunderts erbaut, während das Dorf Hanerau rundum die gleichnamige Burg erst um 1800 entstand.
Für die ursprüngliche Herkunft des Ortsnamens Hanerau gibt es keine gesicherten Hinweise, außer den vorangegangenen mittelalterlichen Namen und mündlichen Überlieferungen. Die zwischen 1180 und 1185 (möglicherweise auch früher) erbaute und 1186 erstmals erwähnte Burg Hanrowe, Hanrouwe, Hanerouwe oder Hanrow (alle vier Schreibweisen wurden über die Jahrhunderte verwendet) wurde an einem gleichnamigen damaligen Nebenfluss zur Gieselau errichtet (der heute in den Nord-Ostsee-Kanal mündet). Ob die Burg ihren Namen vom Fluss erhielt oder umgekehrt, ist nicht bekannt. Tatsache ist jedoch, dass hana(n) im Germanischen und in den meisten altnordischen Sprachen, wie auch han im Mittelhochdeutschen, „Hahn“ oder auch „Auerhahn“ bedeutete und mhd. ouwe/ou/oue eine „Au(e)“ bezeichnete, also einen Fluss oder ein Land am oder im Wasser (die Aussprache blieb seit dem Mittelhochdeutschen jeweils unverändert). Interessanterweise bedeutete ouwe/ou/oue im Niederhochdeutschen auch „Insel“, und die Burg wurde auf einer Insel in einem vom Fluss Hanerau gebildeten See gebaut. Als die Grafen des Hochmittelalters dort ihren Bauplatz aussuchten, dürften sie, neben der sicheren Lage, von den dort zahlreich vorkommenden Auerhähnen angetan gewesen sein, die sich vorzugsweise in den Auen der damals in jener Gegend umfangreichen lichten Mischwälder aufhielten und auch bejagt wurden, vermutlich mit Pfeil und Bogen. Entsprechend benannten die Erbauer ihre Burg Wasserburg. Im modernen Hochdeutsch hieße Hanerau somit „Hahnen-Au“ oder „Auerhahnen-Au“.
Im Laufe der Jahrhunderte wurden beide Orte abwechselnd von deutschen und dänischen Herrschenden regiert. Sie waren daher auch Schauplatz vieler Kämpfe. Nicht selten kam es zum Einfall von Marodeuren, bei denen viele Opfer und große Schäden durch Brandschatzungen und Verfolgungen zu beklagen waren.
Durch Theodor Storm wurde Hanerau-Hademarschen weit über seine Grenzen bekannt. Er verfasste hier zwischen 1880 und 1888 seine bekanntesten Werke wie z. B. „Der Schimmelreiter“.
Mit dem Bau des nahe gelegenen Nord-Ostsee-Kanals Ende des 19. Jahrhunderts blühte der Ort auf. Seinerzeit entwickelte sich die neben der vormals vorherrschenden Bauernwirtschaft auch Handwerk und Handel. Eine weitere wichtige Rolle bei der Industrialisierung spielte der Anschluss an das Bahnnetz. Insbesondere durch die Flüchtlinge in Schleswig-Holstein nach dem Zweiten Weltkrieg verdoppelte sich die Einwohnerzahl vorübergehend.
Ein weiteres einschneidendes Ereignis war der Totalverlust der 800 Jahre alten Severinkirche (Hademarschen) durch einen Brand am 27. Dezember 2003.

## Die weiße Frau von Hanerau
Der Sage nach zeigt sich zwischen Hademarschen und Hanerau alle sieben Jahre – zwischen Himmel und Erde schwebend – die weiße Frau. Vor einigen Jahrhunderten war sie Besitzerin des Gutes Hanerau gewesen. Einer ihrer Vorwesen hatte der Hademarscher Kirche einen großen Teil des Geheges Rehers geschenkt und darüber ein Dokument ausgestellt. Eines Tages ging die weiße Frau zum Prediger und bat ihn darum, ihr dieses zu zeigen. Nichts Böses ahnend händigte der Prediger ihr das Dokument aus. Kaum hielt sie es in ihren Händen, da vernichtete sie es und nahm den Teil des Rehers wieder in ihren Besitz. Die Kirche führte Klage. Da ihr jedoch das Dokument als Beweis fehlte und die weiße Frau einen Eid schwur, verlor die Kirche den Prozess. Die weiße Frau aber muss seit ihrem Tode zwischen Kirche und Rehers wandeln und lässt sich alle sieben Jahre auf dem Rehersweg sehen.

## Politik

### Gemeindevertretung
Bei der Kommunalwahl am 14. Mai 2023 wurden insgesamt 17 Sitze vergeben. Die CDU erhielt acht Sitze, die SPD erhielt fünf Sitze und die Wählergemeinschaft Hanerau-Hademarschen erhielt vier Sitze.

### Wappen
Das Wappen wurde am 17. August 1970 genehmigt.
Blasonierung: „In Silber, aus blauem, durch Wellenschnitt abgeteiltem Schildfuß wachsend, der heilige Severin in rotem Messgewand, mit goldener Bischofsmütze, goldenem Bischofsstab in der Linken und goldenem, turmlosen Kirchenmodell in der Rechten, oben rechts begleitet von einem roten Tatzenkreuz; im Schildfuß von links nach rechts ein silbern gerüsteter Arm, der ein goldenes, bewurzeltes Eichbäumchen hält.“
Die Zweiteilung des Gemeindewappens orientiert sich, wie ebenfalls am Gemeindenamen erkennbar ist, an der 1938 erfolgten Zusammenlegung der beiden vordem selbständigen Orte Hanerau und Hademarschen. Der Wellenschnitt und die Schildfarben beziehen sich auf die zweiten Bestandteile beider Ortsbezeichnungen, die auf wasserreiche Gebiete, Marschen bzw. Auen, verweisen. Ein wohl um 1450 entstandenes Siegel des Kirchspiels Hademarschen zeigt den heiligen Severin als Schutzpatron der dortigen Kirche. Das Siegel war bis in die zweite Hälfte des 17. Jahrhunderts in Gebrauch. Wie im historischen Siegel des Kirchspiels repräsentiert der Heilige im heutigen Gemeindewappen den Ort Hademarschen. Das Tatzenkreuz ist Beizeichen des Heiligen und mag zusätzlich auf die Hademarscher Wegekreuzung hinweisen. Der einen jungen Baum haltende gepanzerte Arm im Schildfuß ist in Anlehnung an das Wappen des Ortsgründers von Hanerau Johann Wilhelm Mannhardt dargestellt. Die mittelalterliche Burg, das darauf folgende Gut und der 1801 gegründete Ort Hanerau werden durch diese Figur vertreten. Die junge Eichenpflanze in der Hand des Ritters gibt bildlich den Gründungsvorgang wieder. Die Farbgebung ist überwiegend auf die Farben Schleswig-Holsteins abgestimmt.
Das Wappen wurde von dem Brunsbütteler Heraldiker Willy „Horsa“ Lippert gestaltet.

### Flagge
Die Flagge wurde am 9. Mai 1988 genehmigt.
Auf einem im Wellenschnitt waagerecht geteilten, oben blauen, unten weißen Flaggentuch das Gemeindewappen in flaggengerechter Tingierung.

## Wirtschaft und Infrastruktur

### Verkehr

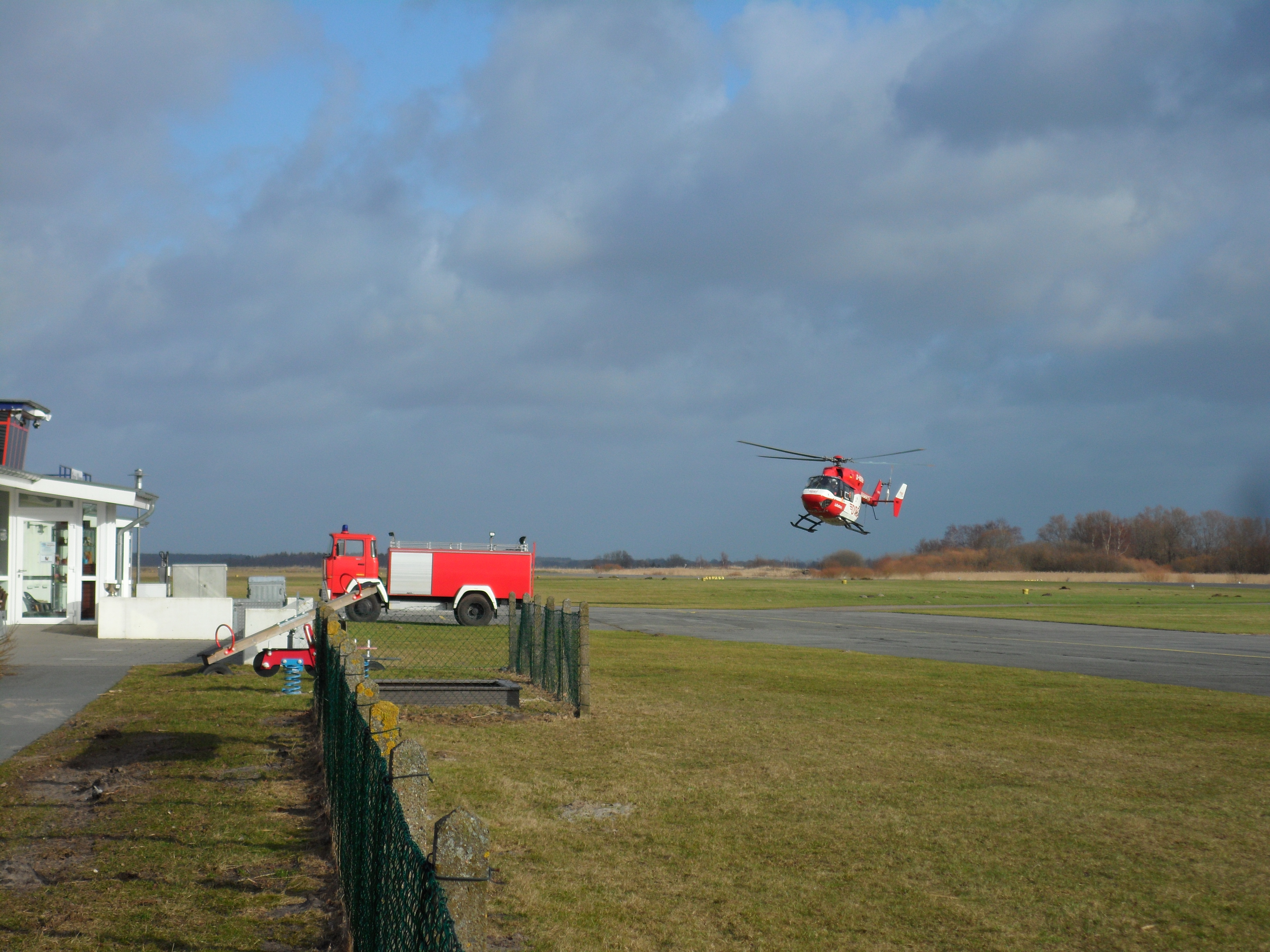
Flugplatz Rendsburg-Schachtholm

Hanerau-Hademarschen liegt nahezu in der Mitte des Dreiecks der Kreisstädte Heide, Rendsburg und Itzehoe an den Landstraßen L131, L308 und L316. Es gibt einen direkten Anschluss an die A23 Hamburg-Heide mit Namen „Hademarschen“.
Vom Bahnhof „Hademarschen“ an der Strecke Büsum–Heide(Holstein)–Neumünster verkehren die Züge täglich jeweils zehn- bis elfmal in beiden Richtungen. Zusätzlich fahren diverse Busse im Linienverkehr. Private Flüge sind am Flugplatz Rendsburg-Schachtholm (24 km) und am Hungrigen Wolf bei Hohenlockstedt (24 km) möglich. Der nächstgelegene größere Flughafen mit nationalen und internationalen Linienflügen ist der Flughafen Hamburg (87 km). Bäderschiffe nach Helgoland verkehren von Büsum (44 km).

### Pflege

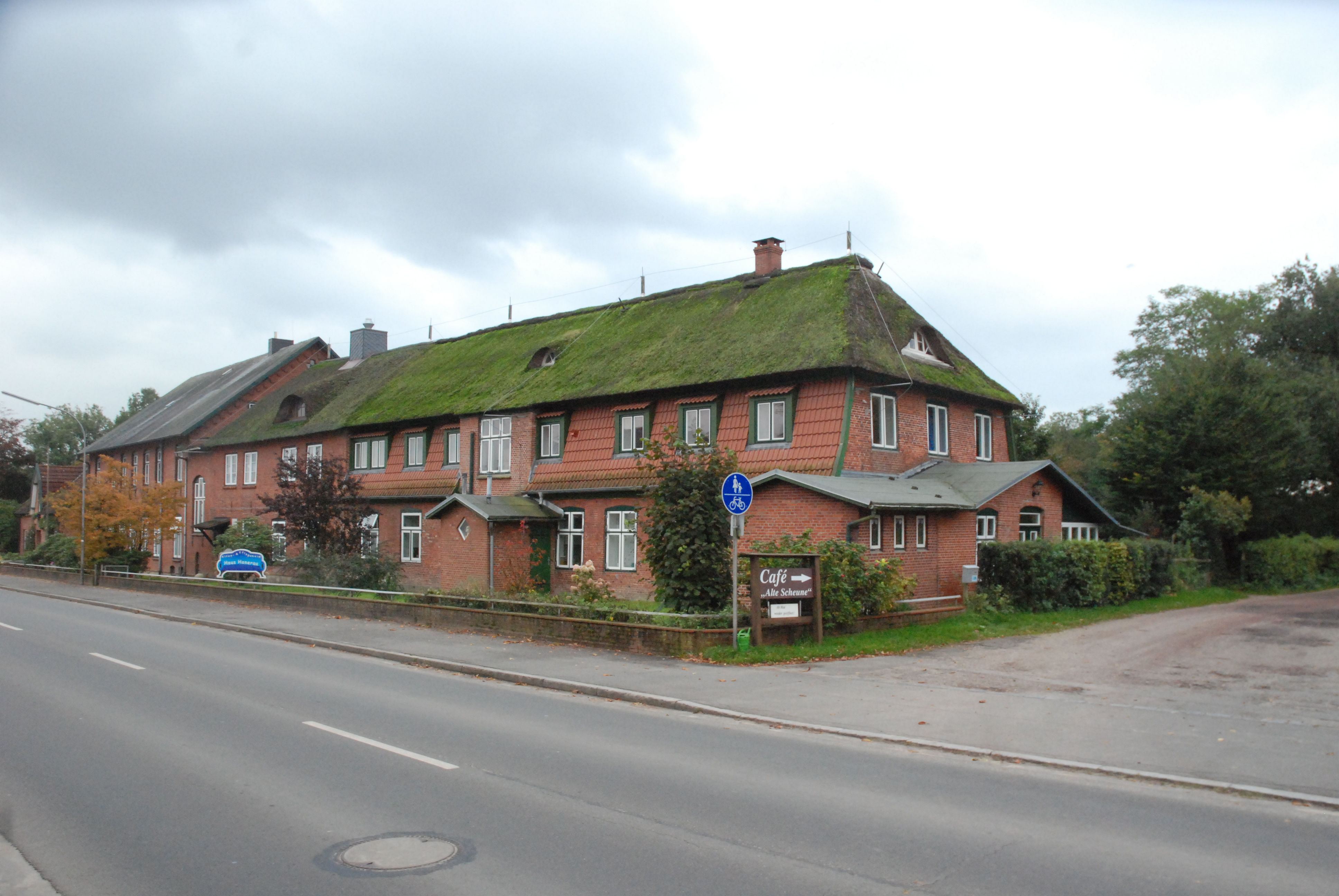
Haus Hanerau, Alten- und Pflegeheim

Es gibt ein Senioren- und Pflegeheim namens „Op den Botterbarg“ mit angeschlossener Tagespflegeeinrichtung.

### Kommunikation
Eine Digital Subscriber Line steht in Hanerau-Hademarschen mit einer Datenübertragungsrate von 16.000 kbit/s zur Verfügung.

### Bildung
Im Ort gibt es folgende Bildungseinrichtungen:
- Betreute Grundschule
- Gemeinschaftsschule mit Förderzentrum
- Fachschule für Landwirtschaftliche Hauswirtschaft
- Volkshochschule

## Sehenswürdigkeiten

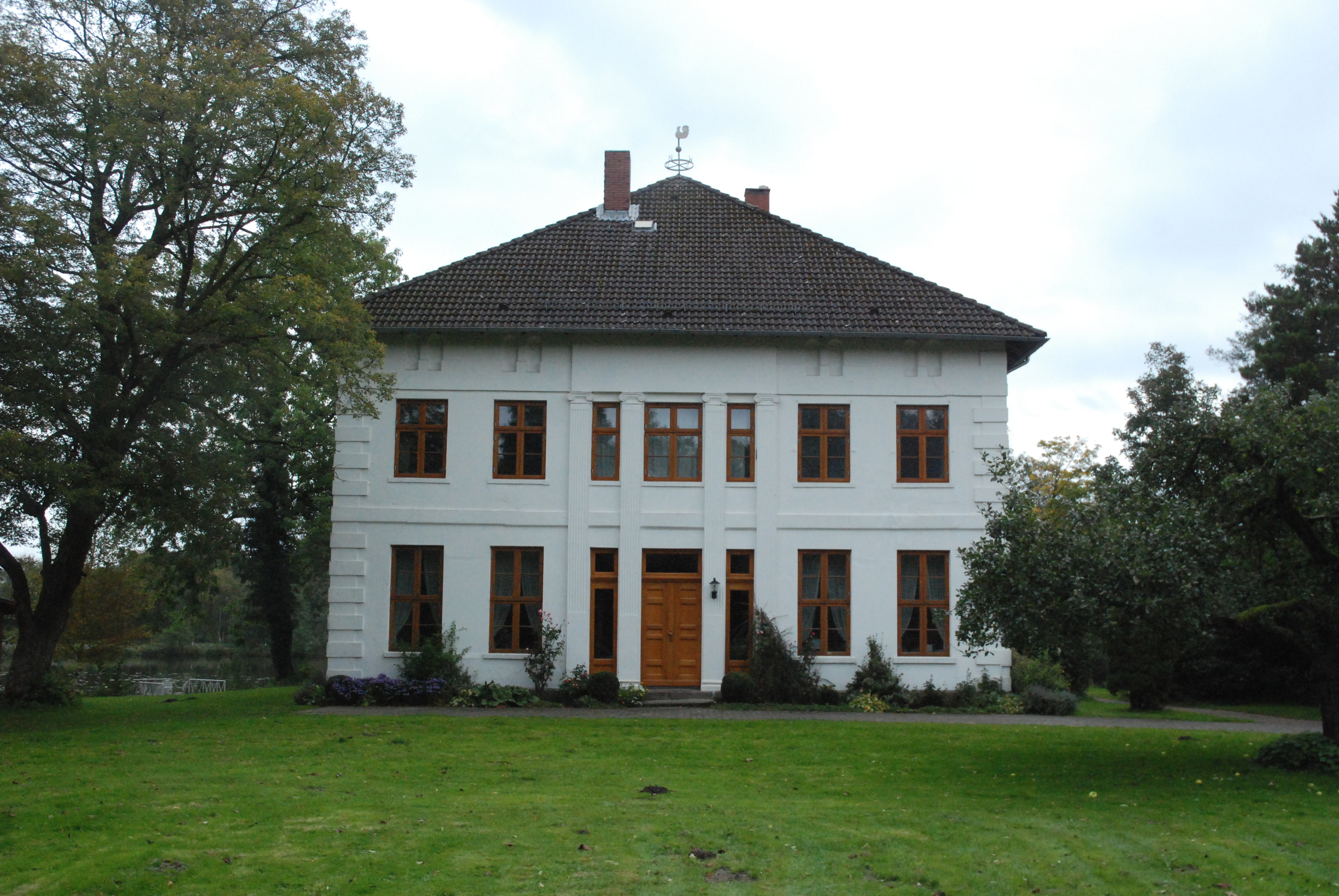
Gutshaus Hanerau (2012)

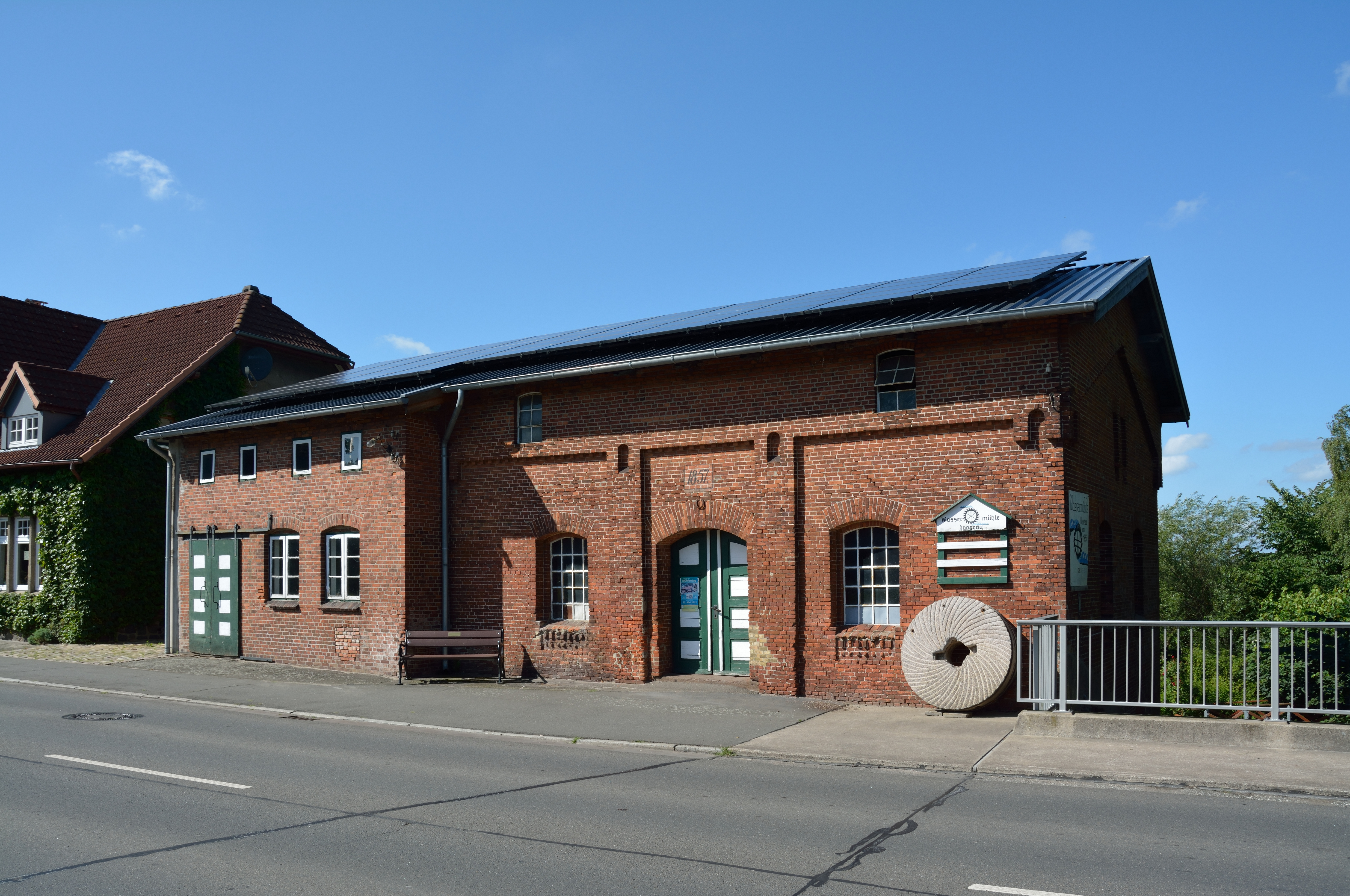
Kornwassermühle Hanerau (2015)

Die Aufzählung der Kulturdenkmale Hanerau-Hademarschens entstammt der Denkmalliste des Landes Schleswig-Holstein.
Ein Denkmal im Waldpark Wilhelmshain und seine Altersvilla in der Theodor-Storm-Straße erinnern daran, dass der Dichter Theodor Storm von 1880 bis 1888 in Hanerau-Hademarschen lebte und wirkte.
Bis zum 27. Dezember 2003 zählte zu den Sehenswürdigkeiten auch die mittelalterliche Severinkirche (Hademarschen). Sie brannte in der Nacht zum 27. Dezember 2003 bis auf die Grundmauern nieder. Der Neubau wurde 2007 eingeweiht. Er musste jedoch 2013 wegen mangelnder Bausicherheit wieder geschlossen werden.
Der Hademarscher Friedhof nächst der nach dem Großbrand wieder aufgebauten Kirche ist parkartig angelegt und enthält alte Grabsteine und Gedenkstätten für die Gefallenen des Ortes in beiden Weltkriegen, zudem mehrere freistehende Bronzebüsten berühmter Deutscher.
Auf dem nahe dem Gut Hanerau gelegenen, 1805 angelegten Waldfriedhof werden die Verstorbenen nicht in Familiengräbern bestattet, sondern nach Geschlechtern getrennt; das ist sonst nur noch in Christiansfeld, Dänemark, zu finden, der 1773 gegründeten Siedlung der Herrnhuter Brüdergemeine.
Das Herrenhaus, das auf einer Halbinsel im Hanerauer See steht, wurde, als schon Jahrhunderte bestehender Adelssitz, im 17. Jahrhundert neu erbaut, nachdem dort die alte, im 12. Jahrhundert, ursprünglich gegen die Einfälle der Dithmarscher entstandene Burg „Hanrowe“, 1644 von den Schweden zerstört worden war. Hinrich Gysbert van der Smissen ließ das heutige Herrenhaus 1834/35 nach Plänen von H. Schröder in neuklassizistischen Formen bauen.
Sehenswert ist auch die bereits 1630 (oder früher) gegründete Kornwassermühle in der Mannhardtstraße 76 in Hanerau, die noch voll funktionstüchtig ist, besichtigt werden kann und wo regelmäßig allerlei Feste gefeiert werden und Zusammenkünfte stattfinden.

## Heimatmuseum
Das 1984 eröffnete Heimatmuseum Hanerau-Hademarschen, Im Kloster 12, enthält verschiedene Ausstellungen zur Ortsgeschichte sowie Dauerausstellungen über den Dichter Theodor Storm und die Geschichte des Nord-Ostsee-Kanals.

## Personen

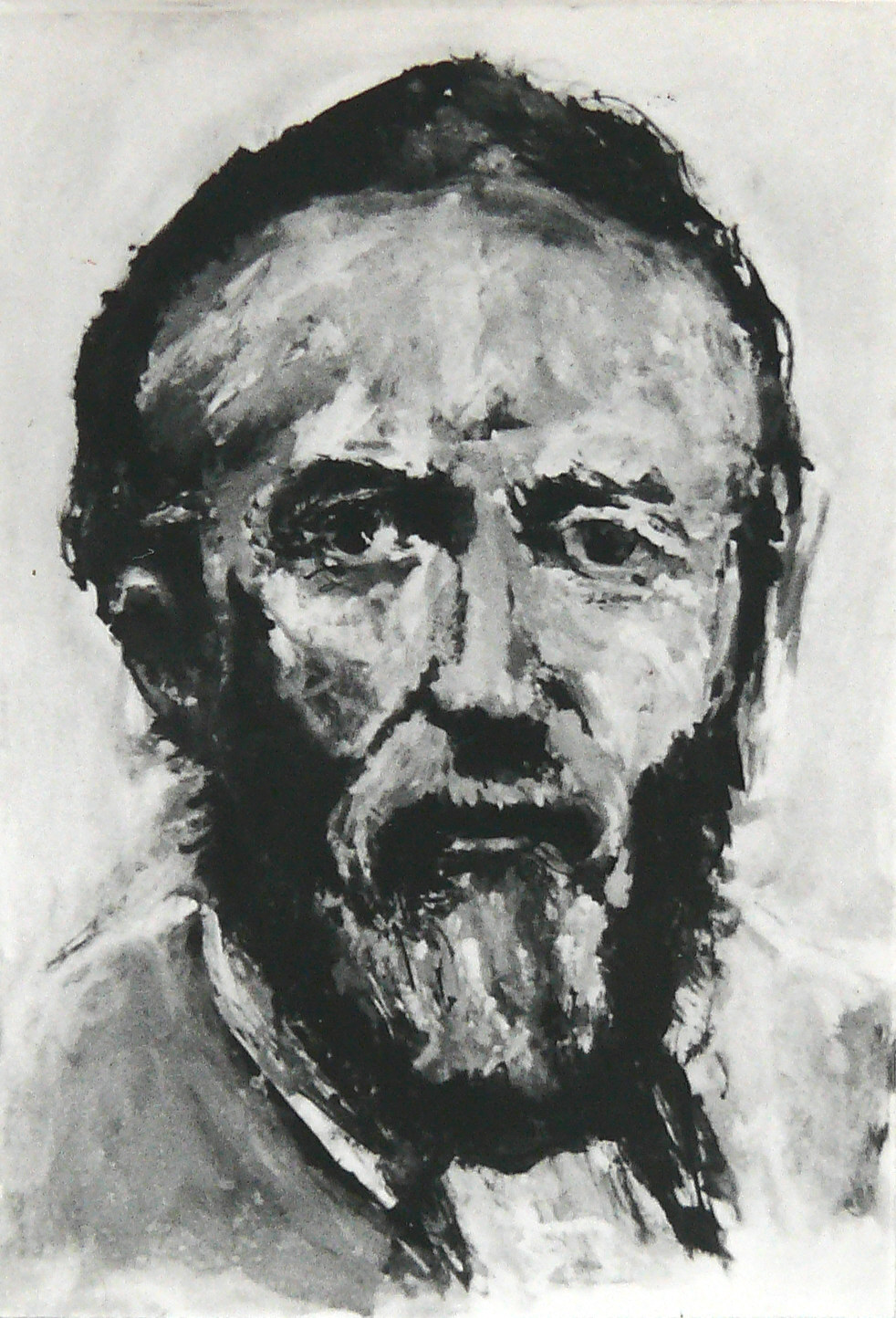
Theodor Storm, Zeichnung von Ingo Kühl, 1980

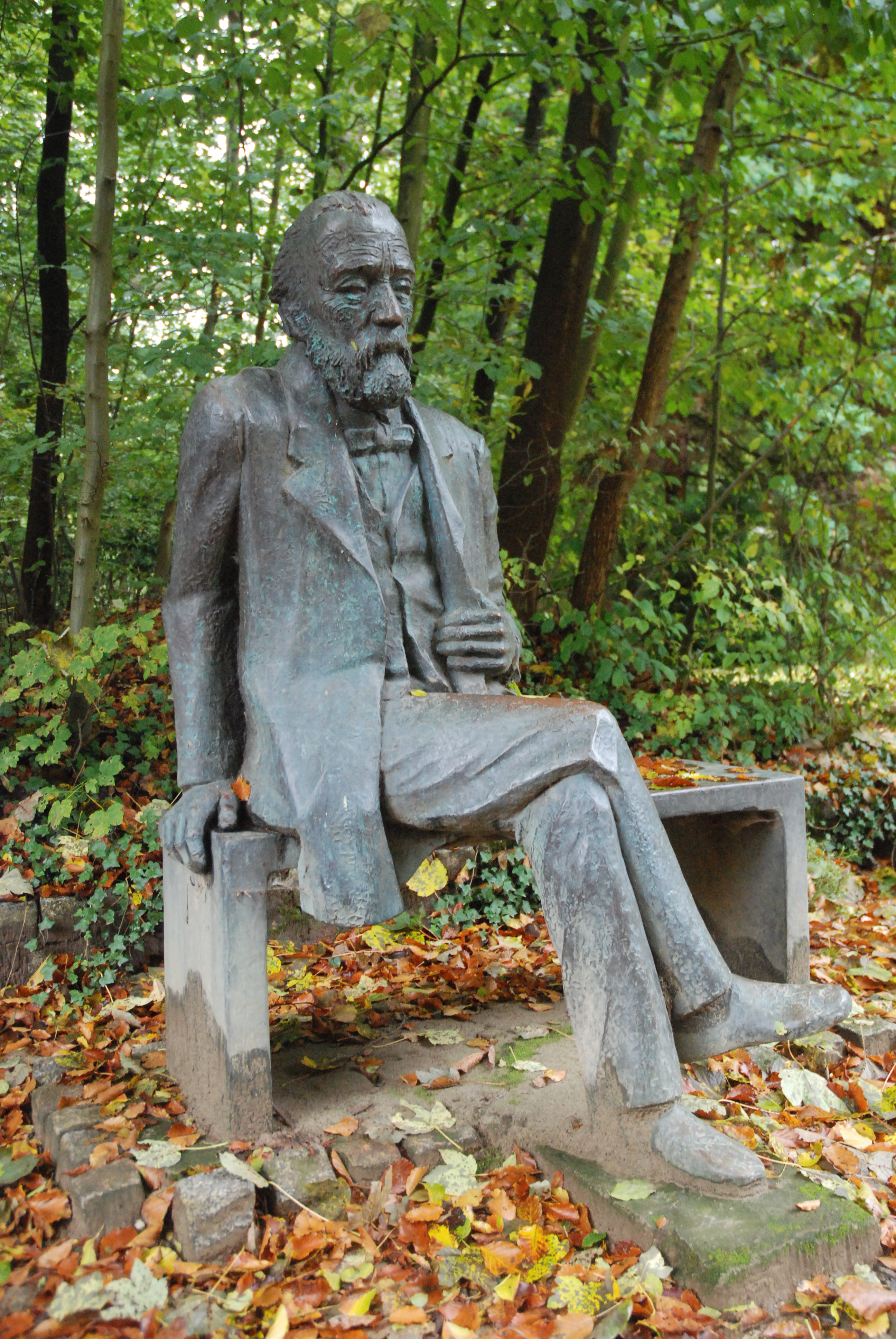
Statue von Theodor Storm (1993)

- Clement von der Wisch (um 1480–1545), Gutsbesitzer in Hanerau ab 1525 und Klosterpropst in Uetersen
- Paul von Klingenberg (1615–1690), Gutsbesitzer in Hanerau ab 1664
- Paul von Klingenberg (der Jüngere) (1659–1723), dänischer Gutsbesitzer und Jurist
- Johann Wilhelm Mannhardt (1760–1831), Gründer von Hanerau
- Hans Lorenz Andreas Vent (1785–1879), evangelischer Theologe, Konsistorialrat (1861)
- Theodor Storm (1817–1888), Schriftsteller (lebte von 1880 bis 1888 in Hademarschen)
- Heinrich Wachs (1822–1895), Gutsbesitzer in Hanerau ab 1857
- Julius Mannhardt (1834–1893), Ophthalmologe, Schriftsteller, Diplomat und Weltreisender
- August Wilhelm Martin Treplin (1840–1917), evangelischer Theologe und Propst der Propstei Rendsburg
- Hermann Kirchhoff (Admiral) (1851–1932), Militärhistoriker
- Rudolf von Kalben (1869–1951), Offizier, Landwirt und Regionalhistoriker
- Otto Wachs (1874–1941), Jurist und Landrat
- Hans Treplin (1884–1982), evangelischer Theologe und Propst der Propstei Rendsburg
- Jan Bender (1909–1994), Komponist und Kirchenmusiker
- Karl-Emil Schade (1927–2007), Pastor in Hademarschen (1957–1987), Bibelübersetzer
- Hans Wilhelm Holm Schwarz (1935–2019), Archivar und Historiker
- Hans Gustav Treplin (* 1935), Pastor und Diakon in Frankfurt, aufgewachsen in Hademarschen
- Anke Riefers (* 1940), deutsche Politikerin (SPD) und Bürgermeisterin von Sankt Augustin (1994–1999)
- Karsten Krohn (1944–2013), Chemiker und Hochschullehrer
- Ingo Kühl (* 1953), Maler, Zeichner, Bildhauer und Architekt (1964–1973 in Hademarschen)[12]
- Elfi Heesch (* 1964), parteilose Politikerin, Landrätin des Kreises Pinneberg
- Jörg Sibbel (* 1965), Politiker (CDU)
- Frank Schwieger (* 1968), Lehrer und Kinderbuchautor

## Freizeit

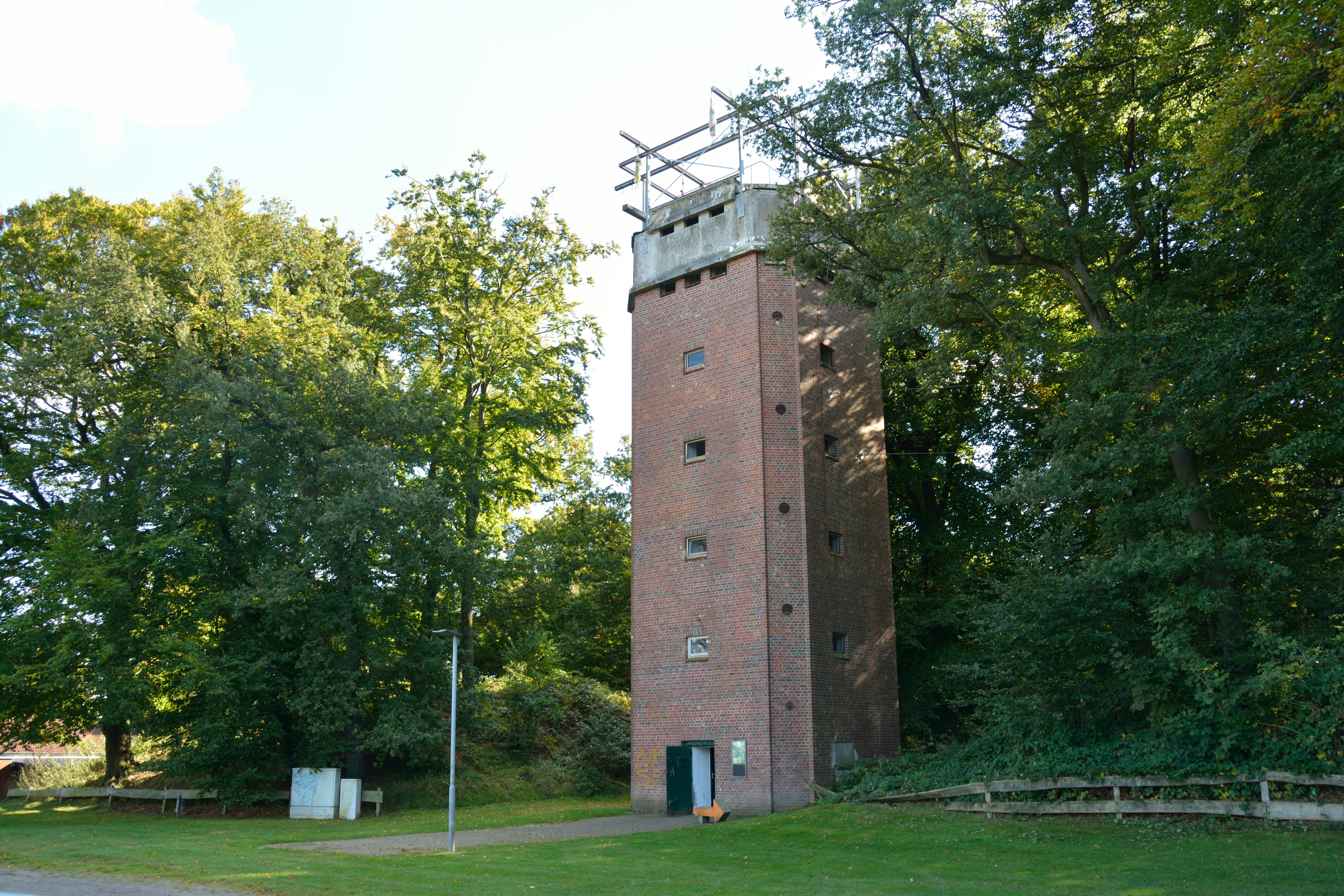
Flakturm aus dem Zweiten Weltkrieg, Hademarscher Berge, jetzt Aussichtsturm

Hademarschen hat ein beheiztes offenes Schwimmbad mit einer Wassertemperatur von 23 °C, welches von Mai bis September geöffnet und mit großzügigen Rasenflächen versehen ist. In unmittelbarer Nachbarschaft gibt es Tennisplätze und einen Reitstall. Neben Rad- und Wanderwegen durch die vielen Wälder und Auen im Gemeindegebiet gibt es auf den „Hademarscher Bergen“ einen Klettergarten (Seilgarten), einen zwei Kilometer langen Waldlehrpfad und ein geöffnetes Hünengrab (Abbildung siehe „Steinzeit und Bronzezeit“ oben). Auch steht dort ein alter Flak-Turm aus dem Zweiten Weltkrieg, der als Aussichtsturm eingerichtet ist und einen guten Ausblick in Richtung Süden, Westen und Norden bietet. Außerdem gibt es dort zwei Fußballplätze des Fußball-Clubs SV Merkur.
Nur wenige Kilometer von Hanerau-Hademarschen entfernt liegt der Nord-Ostsee-Kanal, der bei der Grünentaler Hochbrücke Richtung Albersdorf (Holstein) und Heide (Holstein) oder mittels Autofähren bei Fischerhütte und Oldenbüttel überquert werden kann. Bei Oldenbüttel gibt es eine Kanalweiche, in der kleinere oder besonders langsame Schiffe vorübergehend ankern, um die Hauptfahrrinne frei zu machen, wenn ein größeres Schiff im Gegenverkehr passieren oder ein schnelleres überholen soll. Die alte, bei dem Bau des Kanals errichtete Grünentaler Doppelbogenbrücke mit einer Spannweite von 156,5 m wurde im Mai 1988 demontiert und durch eine parallele moderne Konstruktion in unmittelbarer Nähe ersetzt. Auch sie dient wie die vorherige sowohl dem Eisenbahn- als auch den Straßenverkehr.

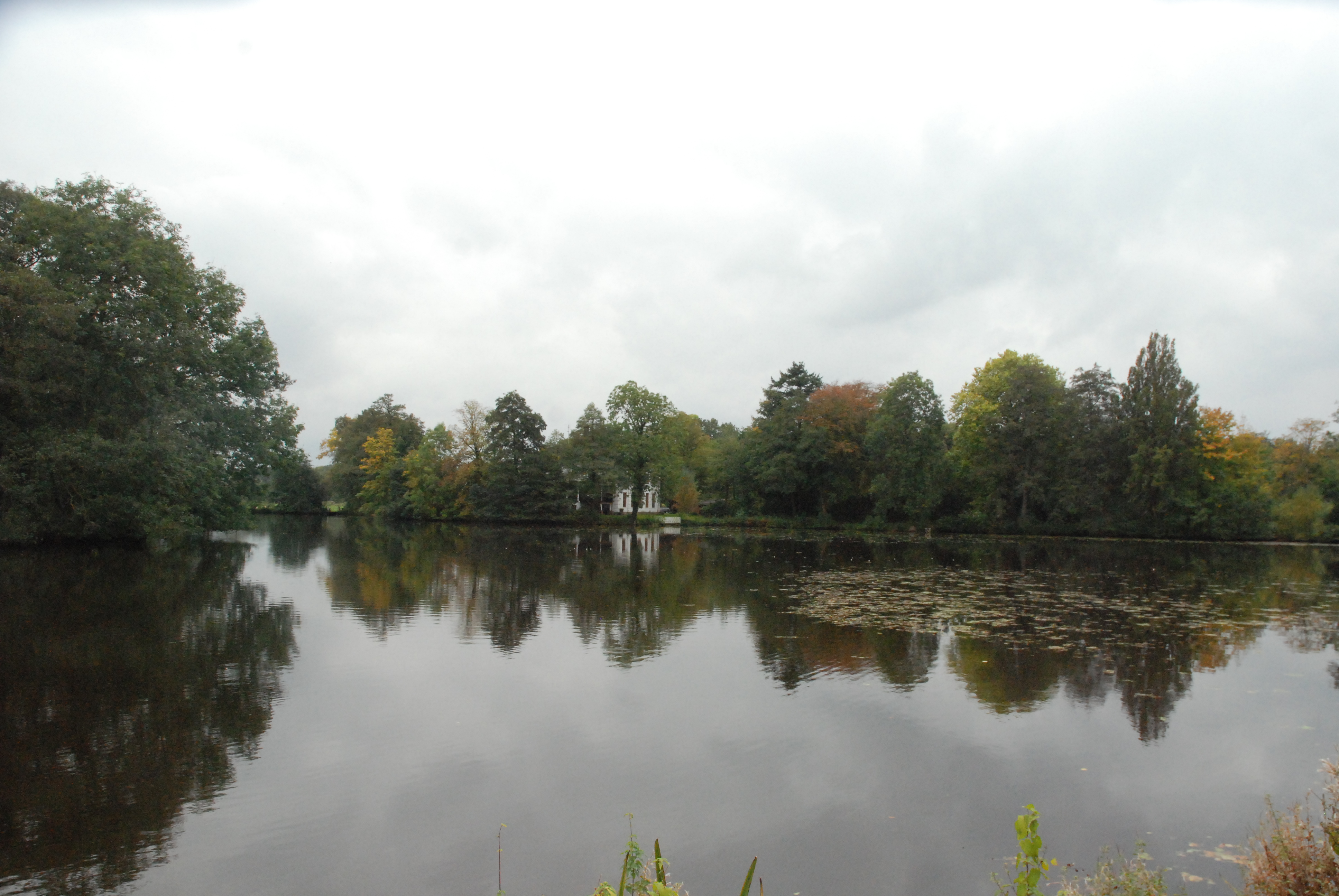
Hanerauer Teich mit Gutsinsel

Sehenswert ist auch das Gut Hanerau mit einem See, einer alten Scheune (heute Café), einem Park sowie dem Waldfriedhof, zudem gibt es dort diverse Gedenkstätten und eine Statue des Dichters Theodor Storm, der dort Spaziergänge unternahm.
Hanerau-Hademarschen hat mehr als 85 eingetragene Vereine, wie Sportclubs, Schützenvereine, Chöre und Musikvereine, Frauen- und Jugendgruppen sowie solche, die Land, Wald und Tiere in den Mittelpunkt stellen. Im Ort gibt es eine öffentliche Bücherei.
Der jährliche Veranstaltungskalender weist eine Reihe von Attraktionen auf, so die Oldtimer-Rallyes im Sommer, das beliebte Volksfest im September, den Homarscher Markt im Oktober, den traditionellen Weihnachtsmarkt am dritten Advent, das auf das Mittelalter zurückgehende Vogelschießen, Feste der Freiwilligen Feuerwehr und Sportfeste.
Hanerau-Hademarschen bietet diverse Möglichkeiten für „Ferien auf dem Bauernhof“.
Der Ort hat eine geschlossene Siedlungsform und Infrastruktur, in der alle Ziele zu Fuß oder mit dem Fahrrad zu erreichen sind.

## Belege
1. ↑  Statistikamt Nord – Bevölkerung der Gemeinden in Schleswig-Holstein 4. Quartal 2024 (XLSX-Datei); (Hilfe dazu).
2. ↑  Liste: Zuordnung der Gemeinden zu den Naturräumen. (PDF) S. 15, abgerufen am 1. August 2023.
3. ↑  Vgl. Eintrag im Artikel Naturräumliche Haupteinheiten Deutschlands
4. ↑  Statistisches Landesamt Schleswig-Holstein (Hrsg.): Wohnplatzverzeichnis Schleswig-Holstein 1987. 1992, S. 76 (statistischebibliothek.de [PDF; 10,5 MB; abgerufen am 1. August 2023]).
5. ↑  Relation: Hanerau-Hademarschen (548602) bei OpenStreetMap (Version #10). Abgerufen am 1. August 2023.
6. ↑  'Sagen, Märchen und Lieder der Herzogthümer Schleswig Holstein und Lauenburg' - Digitalisat | MDZ. In: digitale-sammlungen.de. Abgerufen am 7. Dezember 2024.
7. ↑  wahlen-sh.de
8. ↑  Wappenrolle Schleswig-Holstein. Abgerufen am 8. April 2024.
9. ↑  Hans-Wilhelm Schwarz: Das Wappen der Gemeinde Hanerau-Hademarschen. Rendsburger Jahrbuch 1972, S. 121–126
10. ↑  Waldfriedhof. Abgerufen am 8. April 2024.
11. ↑  Georg Dehio: Handbuch der Deutschen Kunstdenkmäler. Hamburg, Schleswig-Holstein. Deutscher Kunstverlag, München 1994, S. 314.
12. ↑  Werner Irro: Ingo Kühl. Tagebuch eines Malers. 1. Auflage. Kettler, Dortmund 2023, ISBN 978-3-9874106-5-9.